# Mjeda
Mjeda (talijanski: Miedia), albanska plemićka obitelj podrijetlom iz Albanije koja je stoljećima imala istaknutu ulogu u političkom i društvenom životu Albanije i Kosova.

## Podrijetlo
Rodonačelnik obitelji Mjeda je Bardhi Kryeziu. Kryeziu su jedna od tri ogranka Buzëzezë (Bucceseos), feudalnog albanskog aristokratskog plemena, koji od 11. stoljeća nosi bizantsku titulu Sebastos. Milan Šufflay piše o Savastu Tanusiju Bessosiji (1274.), kao jednom od vodećih albanskih velikaša 13. stoljeća. Ostala dva ogranka plemena su Bushati i Buzuku. Područja plemena uključivala su dio ravnice Zadrima, gorje Pukë i luku Shëngjin zajedno s obalom do Velipojë. Grb Buzëzezë bio je jednoglavi orao.

## Kasni srednji vijek
Ogranak Kryeziu osnovan je u 14. stoljeću i naslijedio je vlastelinstvo Pukë. U 15. stoljeću, Pal Ziu (Kryeziu), također poznat kao Paolo Zenta, dao je sagraditi katoličku crkvu u Pukëu, posjedovao je dvorac u blizini grada i, prema Marinu Barletiu, bio je rođak Lekë Dukagjinija.

## Osmansko razdoblje
Ogranak obitelji Kryeziu naselio se u Đakovicu početkom 17. stoljeća, a ubrzo nakon toga postali su begovi. Početkom 18. stoljeća, drugi ogranak obitelji doselio se iz Pukëa u selo Bardhet, koje je kasnije dobilo ime Kryeziu. Tijekom 18. i 19. stoljeća ovaj je ogranak upravljao regijom Pukë, u skladu s tradicionalnim zakonima Kanuna Pukëa. Osmanska vlast im je priznala drevne privilegije i srednjovjekovno plemstvo, a jedina im je obveza bila čuvanje puta Vau-Dejës – Kukës.
Naselivši se u Skadar iz sela Kryezi u regiji Pukë, Bardhi Kryeziu je uzeo prezime Mjeda od sela u blizini Skadra gdje je obitelj imala posjede. Obitelj Mjeda danas se sastoji od dvije grane: prizrenske i skadarske. U Prizrenu su bili vodeća katolička obitelj, s plemićkom titulom efendije, a bavili su se trgovinom između talijanskog poluotoka, Carigrada i Balkana.
Tijekom stoljeća članovi obitelji su bili trgovci, zemljoposjednici, svećenici i političke vođe. Danas uglavnom žive u Albaniji i Hrvatskoj.

## Poznati članovi
- Ndre Mjeda (1866. – 1937.), albanski intelektualac, isusovac, filolog, pjesnik i zastupnik u Narodnoj skupštini Albanije. Delegat na Bitolskom kongresu.[7][8][9]
- Lukë Simon Mjeda (1867. – 1951.), trgovac, zemljoposjednik i predstavnik grada Prizrena na Drugoj prizrenskoj ligi (1943.)[10][11][12]
- Lazër Mjeda (1869. – 1935.), biskup Sapa (1900. – 1904.), nadbiskup Skopja (1904. – 1909.), nadbiskup Skadra (1921. – 1935.)[13][14]
- Kolë Mjeda (1885. – 1951.), gradonačelnik Skadra (1924. – 1925.), potpredsjednik Narodne skupštine Albanije, prefekt od Dibrskog okruga.[15]
- Luigj Pashko Mjeda (1890. – 1962.), trgovac, zemljoposjednik, glavni urednik novina "Ora e Maleve", načelnik porezne uprave općine Skadar i suosnivač Kazališnog društva Bogdani u Skadru.[16]
- Jak Mjeda, izvršni direktor tvrtke Filigran, koja je zapošljavala 153 zlatara u Prizrenu.[17]